# CIB Bank
CIB Bank – drugi co do wielkości bank komercyjny na Węgrzech.
Bank został założony w 1979 roku w Budapeszcie. Od 1 stycznia 2008, CIB Bank jest połączony z bankiem Inter-Európa.
Obecnym członkiem rady nadzorczej banku jest György Surányi, były prezes Narodowego Banku Węgier.